# El Cura (Piura)
El Cura es una localidad peruana ubicada en el distrito de La Brea, perteneciente a la provincia de Talara del departamento de Piura, al norte del Perú.

## Ubicación
El Cura se ubica al sur de la provincia de Talara, en el distrito de La brea del departamento de Piura. Se encuentra cerca al límite entre las provincias de Talara y Paita (distrito de Vichayal).

## Demografía
En el 2017 El Cura tenía una población de 1 habitante.